# 学校恐怖症
学校恐怖症（がっこうきょうふしょう）とは生徒、児童、学生が何らかの心理的原因で学校や大学に行けなくなる症状。不登校と違い対人恐怖症の一つである。治療法や支援方法については、「学校恐怖症#支援方法」を参照。

## 語源
イギリスのI・T・ブロードウィンが怠学(school refusal)を1932年に最初に使用し、1941年にアメリカのA・M・ジョンソンが学校恐怖症(school phobia)と命名したことに始まる。phobiaとはギリシア語で恐怖を意味する。

## 症状
ジョンソンは学校恐怖症を　1、心気的時期　2、登校時のパニック時期　3、自閉期の三期に分類した。

### 心気的時期
登校時刻に、身体的不調を訴える。頭痛や腹痛、脚痛、吐き気、気分の悪さ、朝寝坊、寝ぼけ、疲れ、倦怠感など。午前中は症状が重く、午後は軽くなり、夕方になると静かに収まってくる。夜になると学校へ行く態度を示すことが多いが、もっぱら朝に不調を示す。主に友人関係、いじめ、体罰、コンプレックス、学業上の不安、ならびにアカハラなどが原因にある。

### 登校時のパニック時期
パニック期登校時期になると、子どものストレス、不安は限界に達し、親に対し激しく抵抗したり、泣き叫んだりする。親が無理に学校へ連れていこうとすると、狂人のように暴れる。心気的時期と同じく、一度学校に行ってしまうと大人しく穏やかな表情を見せる。

### 自閉期
親が学校へ行かせるのを諦めると、子どもは自分の世界に閉じこもるようになる。主にコンピューターゲームやインターネットに没頭し、暴力、暴言などの攻撃的態度は減り、穏やかな状態になる。しかし心の緊張感や周りに置いていかれている事から来るストレス、親の不用意な言葉などで、突発的に激怒したり、暴れたりすることがある。気を許した友人とのみ交友関係を築くが、その範囲や遊びは限定される。この症状は数ヵ月から数年単位で一進一退を繰り返す。

## 支援方法
学校恐怖症は対人障害の一種だが、親は第一期の段階で「わがまま」「気のせい」と決めつけ、子供の表面的な理由のみを捉え、奥底にある心の問題を見逃している事が多い。恐怖症が不登校に発展するのは第二期の対処法に問題があり、嫌がる子供を無理やり学校に行かせたがる親が多く、こういった行為はますます学校への恐怖感を増大させる。また、親はゲームやPC、趣味を制限したり、禁止しようとする事があるが、それは子供のストレスを増大させたり、パニックを起こさせたりする原因になる。
注意しなければならないのは、強引に学校に行かせることではなく、児童、生徒、学生に対して余計な不安を与えないことである。児童、生徒、学生の視点や立場で考えること。そういう姿勢が、このタイプの恐怖症を抱いている者の不登校を未然に防ぎ、立ちなおりを早くする。
学校という場に恐怖を抱いている場合の治療支援については、「広場恐怖症#治療」「パニック障害#治療」を参照。学校における人との接触に恐怖を抱いている場合の治療支援については、「社交不安障害#治療」「対人恐怖症#治療」を参照。

## 関連書籍
- 『学校恐怖症―School out』 秋山真人著 出版社:キルタイムコミュニケーション ISBN 4906650422